# Orquesta Real del Concertgebouw
La Orquesta Real del Concertgebouw (en neerlandés: Koninklijk Concertgebouworkest, KCO) es la orquesta sinfónica más conocida y respetada de los Países Bajos, y es generalmente considerada como una de las mejores del mundo. Se llama así por el Concertgebouw (‘sala de conciertos’ en neerlandés) de Ámsterdam donde la orquesta actúa. El título "Real" fue conferido a partir de 1988 por la reina Beatriz.

## Historia
El Concertgebouw abrió el 11 de abril de 1888. La KCO, sin embargo, no fue fundada sino un poco más tarde. Dio su primer concierto en el Concertgebouw el 3 de noviembre de 1888 bajo la dirección del director principal en sus primeros siete años, Willem Kes.
En 1895, Willem Mengelberg se convirtió en el director principal y permaneció en tal puesto con la organización durante cincuenta años, una permanencia inusualmente prolongada para un director musical. (otras largas estadías son las de Evgeny Mravinsky en la Orquesta Filarmónica de Leningrado, Ernest Ansermet en la Orchestre de la Suisse Romande, y la de Eugene Ormandy en la Orquesta de Filadelfia). Generalmente se le atribuye el haber conducido a la orquesta a un nivel de mayor significado internacional, con un particular apoyo a la música de compositores contemporáneos como Gustav Mahler y Richard Strauss. En 1945, debido a la controversia por su relación con las fuerzas ocupantes nazis durante la ocupación de Holanda durante la Segunda Guerra Mundial, Mengelberg fue despedido de la dirección principal, y se le prohibió dirigir, inicialmente por el resto de su vida, pero entonces por un reducido periodo de seis años, aplicados retroactivamente en 1945. Mengelberg murió en 1951 poco antes de expirar su exilio, de tal modo que no volvió a dirigir la orquesta después de 1945.
Entre 1945 y 1959, el director principal de la orquesta fue Eduard van Beinum, quien debutó con el conjunto en 1929. Se convirtió en el segundo director de la KCO en 1931, y codirector principal en 1938. Una de sus especialidades fueron las sinfonías de Anton Bruckner, y Van Beinum realizó grabaciones comerciales de las Sinfonía nº 8 y nº 9 para el sello Philips. Van Beinum sirvió como director principal de la orquesta después de la Segunda Guerra Mundial hasta su repentina muerte en el podio del Concertgebouw de un fatal ataque cardíaco en abril de 1959. 
Bernard Haitink, cuyo debut con la KCO tuvo lugar el 7 de noviembre de 1956, compartió junto a Eugen Jochum el rol de director principal después de la muerte de Van Beinum. Haitink se convirtió en único director principal en 1963 (algunas reseñas dicen que fue en 1964) de la orquesta hasta 1988. El número de grabaciones discográficas aumentó considerablemente bajo la dirección de Haitink, editadas en su mayoría por Philips, además de EMI y Columbia (posteriormente Sony). En 1999, fue nombrado Director Laureado de la KCO. 
Riccardo Chailly hizo su debut con la orquesta del Concertgebouw en 1985, y sirvió como director principal desde 1988 hasta 2004, como el primer no neerlandés que tuvo el puesto. Sus grabaciones con la orquesta incluye un ciclo completo de las sinfonías de Mahler y las obras orquestales de Edgard Varèse. Después de su partida en 2004, Chailly fue nombrado Director Emérito de la KCO. En 2004, fue sucedido por el director letón Mariss Jansons, que no renovó su mandato al final de la temporada 14/15. Tras un año sin director titular, el italiano Daniele Gatti asumió la titularidad al inicio de la temporada 2016/17. En agosto de 2018, la orquesta rescindió el contrato de Gatti, tras la publicación de acusaciones de "conducta inapropiada" del director.
La orquesta gozó de una relación muy cercana con Gustav Mahler y difundió muchas de sus sinfonías, mediante un histórico Festival Mahler en 1920. Otros directores que han trabajado estrechamente con la orquesta son Pierre Monteux y George Szell. Nikolaus Harnoncourt fue nombrado Director Invitado Honorario de la KCO en 2000.
Caso único entre las orquestas de semejante calibre y tiempo, la orquesta del Concertgebouw sólo ha tenido seis directores principales, lo que ha sido otro factor que ha generado el carácter distintivo de la orquesta. Con lo que ha sido descrito como cuerdas "aterciopeladas", el sonido "dorado" de los metales y el excepcional timbre de las maderas, algunas veces descritas como "típicamente holandesas", la KCO ha ganado un puesto entre el pequeño y selecto grupo de las mejores orquestas del mundo. Las cerca de mil grabaciones que la orquesta ha realizado también han contribuido a su reputación.
Entre los directores artísticos pasados de la KCO están Rudolf Mengelberg, Marius Flothuis y Peter Ruzicka.
Recientemente, cuando la KCO ha comenzado a editar su propio CD en un sello propio, RCO Live.
En adición, la orquesta cuenta con una plantilla de jóvenes que cada verano se junta para formar la Concertgebouworkest Young, en el que talentosos adolescentes de toda Europa participan en un encuentro intensivo durante dos semanas y media en el centro de entrenamiento Akoesticum, en la localidad de Ede. Los encuentros de anteriores ediciones de este proyecto han sido dirigidos por directores como James Ross, Pablo Heras-Casado, Daniel Harding o George Jackson, acompañando a solistas de la talla de Julian Rachlin o Paul Lewis.

## Directores principales
- Klaus Mäkelä (2022 - )
- Daniele Gatti (2016 - 2018)
- Mariss Jansons (2004 - 2015)
- Riccardo Chailly (1988 - 2004)
- Bernard Haitink (1963 - 1988)
- Bernard Haitink y Eugen Jochum (1961 - 1963)
- Eduard van Beinum (1945 - 1959)
- Willem Mengelberg (1895 - 1945)
- Willem Kes (1888 - 1895)

## Discografía parcial
- Beethoven, Conc. p. n. 4, 5 - Arrau/Haitink/CGO, 1964 Philips
- Berlioz, Sinfonía fantástica - Davis/CGO, 1974 Philips
- Brahms, Sinf. n. 1-4 - Chailly/CGO, 1987/1991 Decca
- Bruckner, Sinf. n. 4 - Haitink/CGO, 1965 Decca
- Bruckner, Sinf. n. 7 - Haitink/CGO, 1966 Decca
- Chopin, Conc. p. n. 1-2 - Blechacz/Semkow/CGO, 2009 Deutsche Grammophon
- Chaikovsky, Bella Durmiente - Dorati/CGO, 1981 Decca
- Chaikovsky, Sinf. n. 1-6/Ouvertures - Haitink/CGO, 1961/1979 Decca
- Debussy, Images/Notturni/Mer/Jeux - Haitink/CGO, 1957/1979 Philips
- Haydn, Sinf. n. 93, 94, 97, 99, 100 - Davis/Royal CGO, 1975/1981 Philips
- Haydn, Sinf. n. 95, 96, 98, 102, 103 - Davis/Royal CGO, 1976/1981 Philips
- Hindemith, Integral de música de cámara - Chailly/CGO, 1990 Decca
- Mahler, Lied von der Erde - Haitink/CGO/Baker/King, 1975 Philips
- Mahler, Sinf. n. 1 - Bernstein/CGO, 1987 Deutsche Grammophon
- Mahler, Sinf. n. 1-10 - Haitink/Royal CGO, 1971 Philips
- Mahler, Sinf. n. 2/Totenfeier - Chailly/CGO, 2001 Decca
- Mahler, Sinf. n. 4, 5 - Solti/CGO/Stahlman, 1961/1970 Decca
- Mahler, Sinf. n. 5 - Chailly/Royal CGO, Decca
- Mahler, Sinf. n. 8 - Chailly/CGO/Eaglen/Heppner, 2000 Decca
- Messiaen, Sinf. turangalila - Chailly/Royal CGO/Thibaudet, 1992 Decca
- Mozart, Sinf. n. 21-41 (1972-73) - Krips/Royal CGO, Philips
- Mozart: Symphonies Nos. 40 & 41 "Jupiter" - Nikolaus Harnoncourt/Royal Concertgebouw Orchestra, 1983 Teldec
- Mozart: Così Fan Tutte - Charlotte Margiono/Gilles Cachemaille/Nikolaus Harnoncourt/Royal Concertgebouw Orchestra/Thomas Hampson (cantante), 1992 Teldec
- Rajmáninov, Conc. p. n. 1-4 - Ashkenazy/Haitink/CGO, 1984/1986 Decca
- Rajmáninov, Conc. pf. n. 2, 4 - Ashkenazy/Haitink/CGO, 1984 Decca
- Rajmáninov, Danzas sinf./Isla de los muertos - Ashkenazy/CGO, Decca
- Rajmáninov, Sinf. n. 1-3 - Ashkenazy/CGO, Decca
- Rajmáninov, Sinf. n. 1-3/Isla de los muertos - Ashkenazy/CGO, London
- Rimski-Kórsakov, Sheherazade - Kondrashin/CGO, 1979 Philips
- Schnittke, Sinf. n. 5 (Conc. grosso n. 4)/Conc. grosso n. 3 - Chailly/Royal CGO, 1989/1990 Decca
- Schubert, Sinf. n. 5, 8 - Bernstein/CGO, Deutsche Grammophon
- Schubert: The Symphonies - Nikolaus Harnoncourt/Royal Concertgebouw Orchestra, 1993 Teldec
- Shostakovich, Film album - Chailly/Royal CGO, 1998 Decca
- Shostakovich, Jazz suites/Conc. p. n. 1/Tahiti Trot - Brautigam/Chailly/CGO, 1988/1991 Decca
- Shostakovich, Sinf. n. 5, 9 - Haitink/CGO, Decca
- Shostakovich, Sinf. n. 8 - Haitink/CGO, Decca
- Stravinsky, Petrouchka/Pájaro de Fuego/Apollon - Chailly/CGO, 1985/1995 Decca